# Административное деление Южного Судана

Округа и штаты Южного Судана

Южный Судан делится на 79 округов в составе 12 провинций — 10 штатов и 2 административных районов. Штаты (англ. state — «штат») возглавляются губернаторами, а административные районы - главными администраторами. Округа делятся на паямы и бомы.
В стране выделяют 3 исторических региона: Бахр-эль-Газаль (северо-западные провинции), Большой Верхний Нил (северо-восточные провинции), Экватория (южные провинции).

## История
После обретения независимости в 2011 году 10 штатов Южного Судана были разделены на 79 округов.
Во время гражданской войны с 2013 по 2020 год количество штатов увеличилось до 32, а количество округов превысило 100. 
22 декабря 2014 года лидер Народно-освободительное движение Судана в оппозиции и бывший вице-президент Риек Мачар объявил об образовании 21 штата в рамках федеральной системы. Декларация не была признана правительством Южного Судана. 1 января 2015 года газета Судан Трибьюн сообщила, что Мачар назначил «военных губернаторов» для нескольких объявленных им штатов. Эти штаты прекратили своё существование, когда НОДС-ВО присоединились к правительству единства, сформированному в феврале 2020 года.
В октябре 2015 года президент Сальваторе Киир Маярдит издал указ о создании 28 штатов вместо 10 ранее установленных штатов. Учреждались они в основном по этническому признаку.
В январе 2017 года президент Сальва Киир издал указ, в соответствии с которым количество провинций увеличилось с 28 до 32.
В феврале 2020 года в результате мирного соглашения, положившего конец гражданской войне, Южный Судан вернулся к делению на 10 штатов, добавив два административных района.

Изменения административного деления Южного Судана
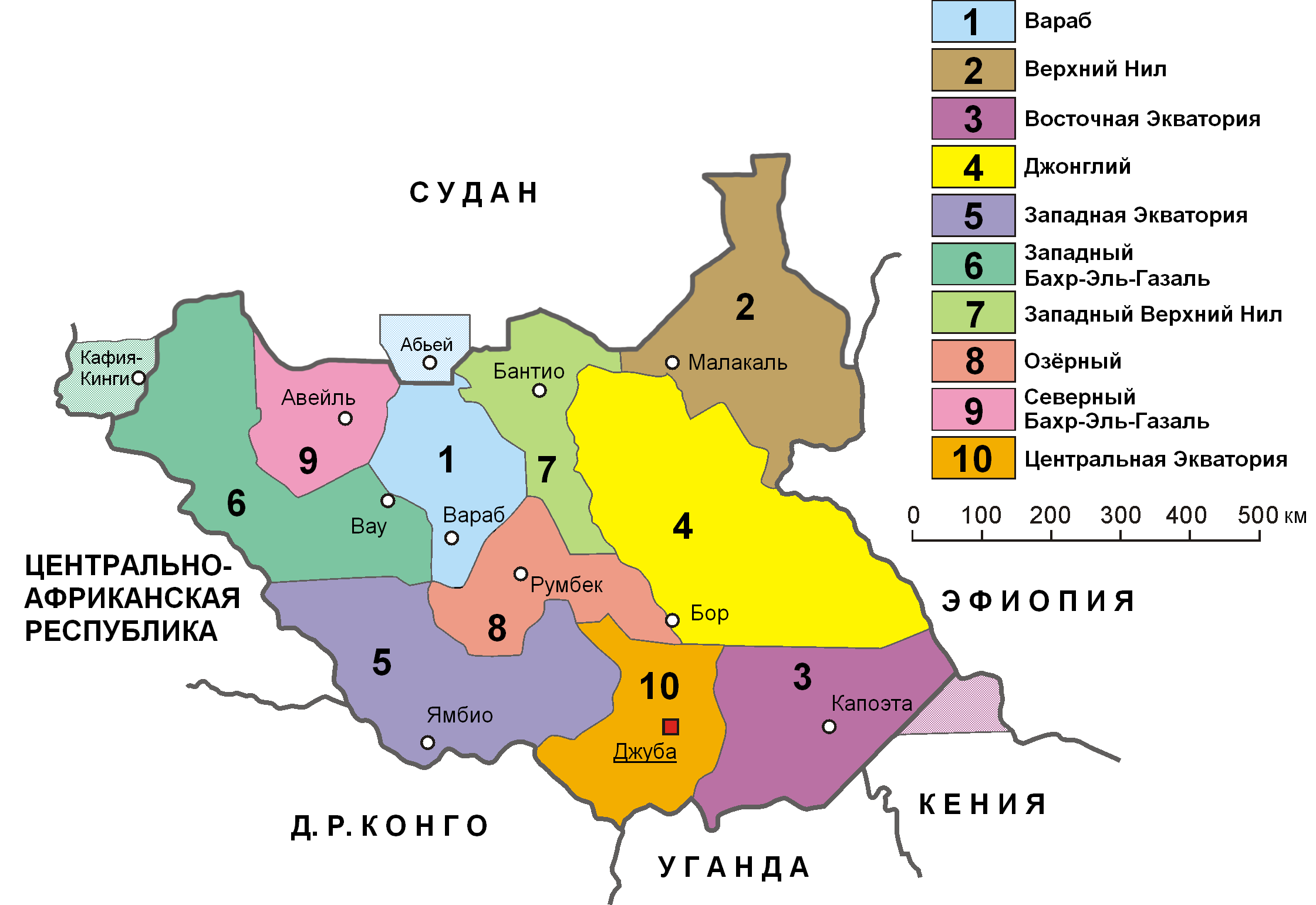
Административное деление в 2011-2015 гг.
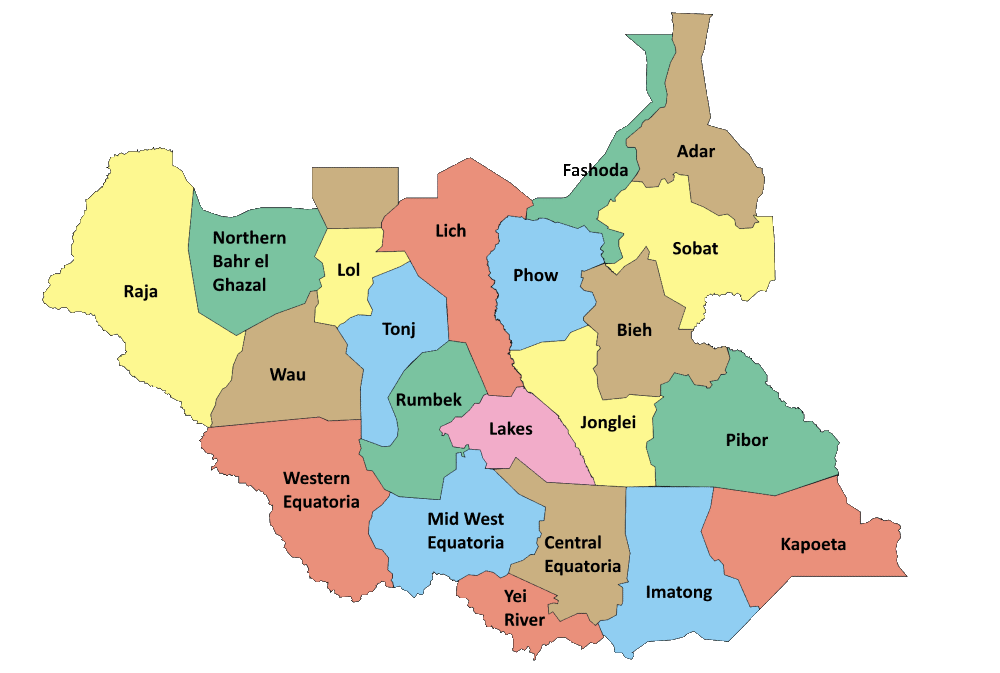
21 штат, заявленный НОДС-ВО
10 штатов в 2011-2015 гг. Бахр-эль-Газаль Верхний Нил Экватория
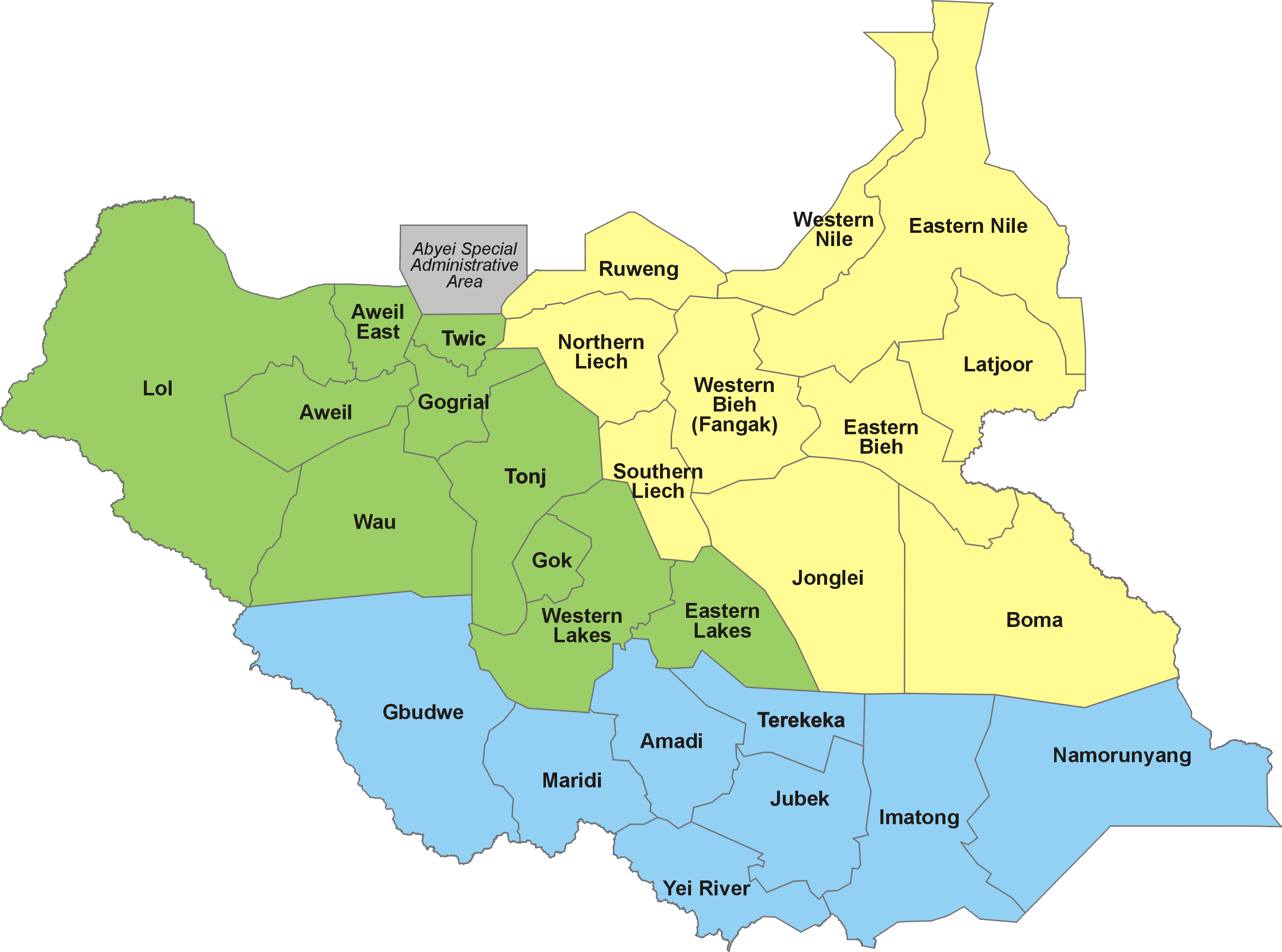
28 штатов в 2015-2017 гг.
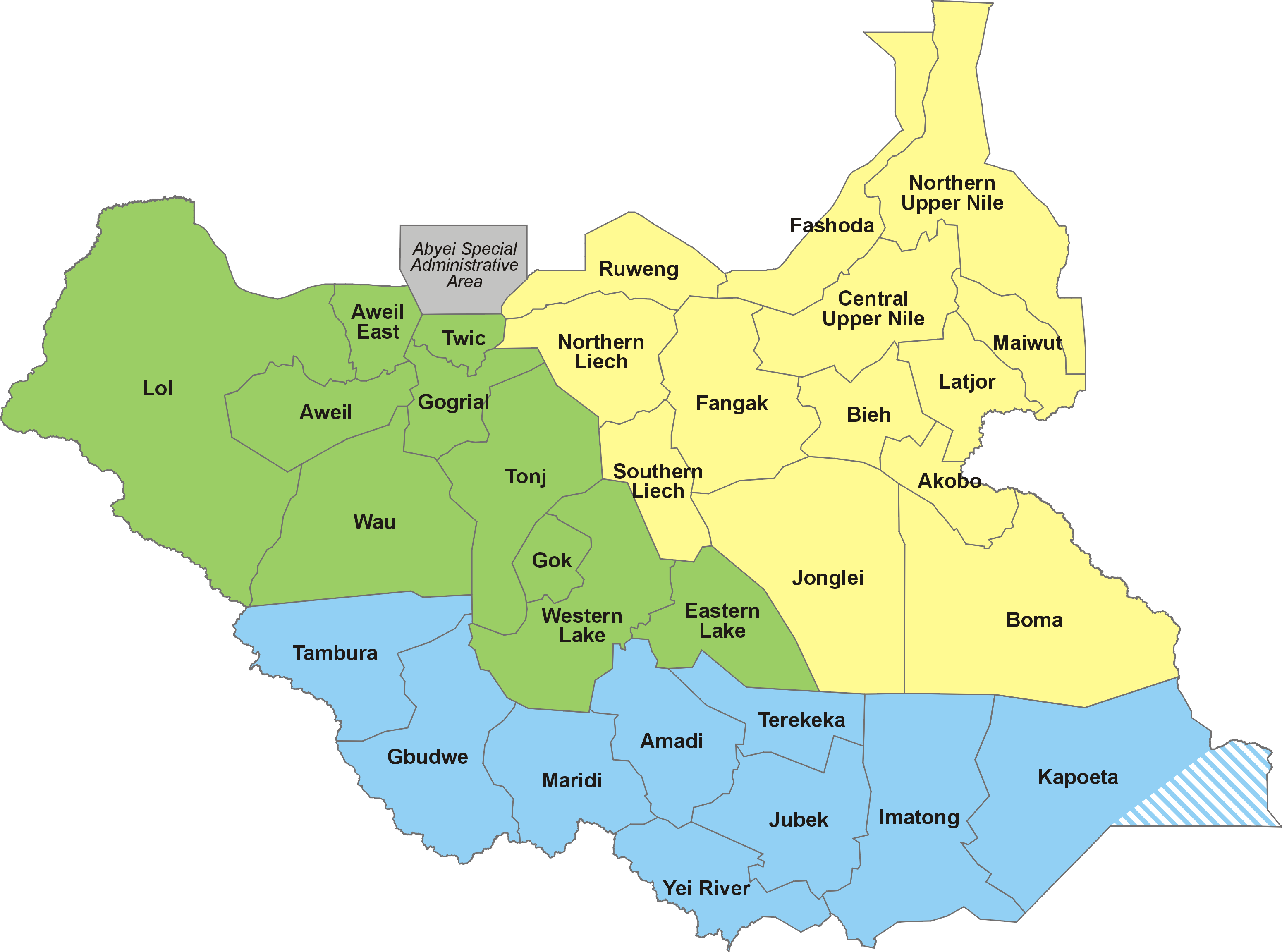
32 штата в 2017-2020 гг.

### Бывшие провинции
| 1. Авейль (штат) 2. Восточный Авейль 3. Амади (штат) 4. Бома (штат) 5. Вау (штат) 6. Гбудве 7. Гогриаль (штат) 8. Гок (штат) 9. Джубек 10. Штат реки Ей 11. Иматонг 12. Латжур 13. Лол (штат) 14. Северный Лих 15. Южный Лих 16. Мариди (штат) 17. Штат Восточных озёр 18. Штат Западных озёр 19. Тамбура (штат) 20. Твик (штат) 21. Теракека 22. Тондж (штат) | 1. Восточный Бие 2. Западный Бие 3. Наморуньян 4. Восточный Нил 5. Западный Нил | 1. Акобо (штат) 2. Бие (штат) 3. Капоэта (штат) 4. Северный Верхний Нил 5. Центральний Верхний Нил 6. Майвут 7. Фангак 8. Фашода (штат) |

## Перечень провинций Южного Судана
| Бахр-эль-Газаль |                                      |          |                   |         |       | |
|                 | Западный Бахр-эль-Газаль             | Вау      | 333 431 (2008)    | 93 900  | 3,55  | Вау, Рага (округ), округ реки Джур |
|                 | Северный Бахр-эль-Газаль             | Авейль   | 720 898 (2008)    | 33 558  | 21,48 | Восточный Авейль, Западный Авейль, Северный Авейль, Центральный Авейль, Южный Авейль                                                           |
|                 | Вараб                                | Каджок   | 972 928 (2008)    | 31 027  | 31,36 | Восточный Гогриаль, Западный Гогриаль, Восточный Тондж, Северный Тондж, Южный Тондж, Твик (округ)                                              |
|                 | Озёрная провинция                    | Румбек   | 695 730 (2008)    | 40 235  | 17,29 | округ Авериал, округ Вулу, Восточный Йироль, Западный Йироль, округ Куэйбет, Центральный Румбек, Северный Румбек, Восточный Румбек             |
| Верхний Нил     |                                      |          |                   |         |       | |
|                 | Джонглей                             | Бор      | 1 228 824 (2014)  | 80 926  | 15,18 | Айод, округ Акобо, округ Бор, округ Дук, Ньироль, округ Канал (Пиги), Восточный Твик, округ Урор, округ Фангак                                 |
|                 | Верхний Нил                          | Малакаль | 964 353 (2008)    | 77 773  | 12,4  | Бальет, Лонгечук, Майвут, Мабан (округ), Малакаль (округ), Маньо, Мелут (округ), Насир (округ), Паньиканг, Ренк (округ), Уланг, Фашода (округ) |
|                 | Западный Верхний Нил                 | Бентиу   | 824,700 (2014)    | 35 956  | 22,94 | Гуит, Кох (округ), Леер (округ), Майендит, Майом, Паньиджар, Рубкона                                                                           |
|                 | Административный район Пибор         | Пибор    | 326 202 (2020)    | 41 962  | 7,77  | Пибор (округ), Почалла (округ) |
|                 | Административный район Рувенг        | Панрианг | 246 360 (2014)    | 22 956  | 10,73 | округ Абиемном, округ Панрианг |
| Экватория       |                                      |          |                   |         |       | |
|                 | Восточная Экваториальная провинция   | Торит    | 906 126 (2008)    | 73 472  | 10,98 | Буди, Восточная Капоэта, Икотос, Лафон (округ), Магви, Северная Капоэта, Торит (округ), Южная Капоэта                                          |
|                 | Западная Экваториальная провинция    | Ямбио    | 1 619 029 (2008)  | 79 319  | 7,8   | Восточный Мундри, Западный Мундри, Ибба, Мариди (округ), Мволо, Нагеро, Нзара (округ), Тамбура (округ), Эзо, Ямбио (округ)                     |
|                 | Центральная Экваториальная провинция | Джуба    | 1 103 592 (2008)  | 22 956  | 48,07 | Джуба (округ), Ей (округ), Каджо-Каджи (округ), Лайнья (округ), Моробо (округ), Теракека (округ)                                               |
|                 |                                      | Всего    | 12 778 250 (2019) | 644 329 | 19,83 | |

## Территории со спорным статусом
- Район особого административного статуса Абьей в Варабе — контролируется Суданом. В соответствии с Найвашским соглашением статус территории должен определиться путём референдума.
- Район Кафия-Кинги в Западном Бахр-эль-Газале — по-прежнему остаётся в составе Судана. Был частью Бахр-эль-Газаля в 1956 году. Правительство Судана признало с 9 июля 2011 года Республику Южный Судан в границах на 1 января 1956 года[2], таким образом данная территория, большую часть которой занимает Национальный парк Радом, должна была отойти Южному Судану.
- Треугольник Илеми в Восточной Экватории — контролируется Кенией. Статус неясен из-за противоречивости документов колониальной эпохи.